# Eu Sarau - Parte 1
Eu Sarau - Parte 1 é o álbum de estreia do cantor brasileiro Marcos Almeida, gravado em outubro de 2015. É o primeiro projeto do músico após sua saída da banda de rock brasileiro Palavrantiga, ocorrida em 2014, e o primeiro projeto musical do artista após o lançamento do single "Biquíni de Natal". O repertório contém canções inéditas e regravações de sua ex-banda em formato acústico com violão, bateria e piano, todos tocados por Marcos.
Mais tarde, o músico lançou um lyric da música "Sê Valente", escolhida como single para o projeto. A canção foi disponibilizada para download grátis no site da gravadora Onimusic, mais tarde lançada digitalmente para compra e audição online.
| Críticas profissionais | Críticas profissionais |
| Avaliações da crítica  | Avaliações da crítica  |
| Fonte                  | Avaliação              |
| ---------------------- | ---------------------- |
| Super Gospel           | [ 5 ]                  |

## Faixas
Todas as letras e músicas por Marcos Almeida.
1. "Introdução"
2. "Sagrado"
3. "De Manhã"
4. "Antes de Falar com Deus (Abraão)"
5. "Vem Me Socorrer"
6. "Toda Dor É por Enquanto"
7. "Boa Nova"
8. "Esperar é Caminhar"
9. "Sê Valente"
10. "Casa"

## Ficha técnica
Abaixo listam-se os músicos e técnicos envolvidos na produção de Eu Sarau - Parte 1:
- Marcos Almeida - vocais, violão, bateria, teclado, arranjos
- Vinícius Andrade - produção musical
- Jordan Macedo - captação de áudio, mixagem e masterização
- Wesley Santos - roadie e técnico de gravação
- Thiago Balbino - técnico de gravação
- Gabriel Telles - fotografia de capa
- Paulo Campos - fotografias